# Konrad Burdach
Carl Ernst Konrad Burdach, född 29 maj 1859 i Königsberg (nuvarande Kaliningrad), död 18 september 1936 i Berlin, var en tysk historiker och germanist. Han var sonsons son till Friedrich Burdach.
Burdach blev 1892 professor i Halle an der Saale. Han kallades till Berlin 1902 som förste innehavare av den av Vilhelm II instiftade forskarstolen i tyska språket och dess vård. Burdach gjorde ett framstående arbete i utforskandet av den tyska medeltidslitteraturen, inte minst minnessången, genom sitt arbete Reinmar der Alte und Walther von der Vogelweide (andra upplagan 1928). Även hans studier av det tyska skriftspråkets historia i serien Vom Mittelalter zur Reformation (1893 ff.) har varit betydelsefulla. Flera av Burdachs mindre skrifter utgavs i serien Vorspiel (två band 1925–1927). Han tilldelades Gyllene Goethemedaljen 1929.